# Магазинер, Яков Самойлович
Я́ков Само́йлович Магази́нер (11 (23) октября 1889, Звенигородка — 30 мая 1941, Киев) — украинский советский скрипач и музыкальный педагог, профессор Киевской государственной консерватории.  Заслуженный деятель искусств УССР (1938).

## Биография
Учился в Одессе у Александра Фидельмана, затем в Лейпцигской консерватории у Ханса Зитта и наконец у Иоаннеса Налбандяна.
Перед Первой мировой войной преподавал в Риге в музыкальной школе Гижицкого.
Один из основателей первой украинской музыкальной школы-десятилетки для одарённых детей в Киеве. Играл в симфонических оркестрах Москвы, Петербурга и других городов. Редактор скрипичных концертов Виктора Косенко, Александра Зноско-Боровского и других.
Преподавал скрипку в музыкальных училищах Киева, Киевской консерватории (1930-е гг.). С 1922 года — профессор. Его учениками были Ян Френкель, А. Зноско-Боровский, В. Зельдис и многие другие ставшие известными музыканты и композиторы.

## Награды
- Заслуженный деятель искусств Украинской ССР (1938)
- Орден Трудового Красного Знамени (17.04.1938) — в связи с 25-летним юбилеем Киевской Государственной консерватории и за выдающиеся заслуги в области подготовки музыкальных кадров Советской Украины